# 岳阳书院
岳阳书院，清代书院之一，位于湖南岳州（今岳阳）。清康熙五十九年（1720年）岳州知府许玠就文昌阁改建。其后多次修葺，有讲堂、东西厅、东西斋等。咸丰十年（1860年）山长阮文锦劝修藏书楼，邑人安徽候补道孙振铨捐赠经史书籍103函1276册。历任山长有新化吴思树、湘乡成毅、善化彭家真、本县方钰等。中日甲午战争后，受新学思潮影响，士绅郭鹏、姜炳坤等仿照湘水校经书院章程，改课程为经学、史学、时务、舆地、算学、词章6门。光绪三十年（1904年）与慎修书院合并改作岳州府中学堂。